# Gastronomia de Kenya
La gastronomia de Kenya engloba els hàbits culinaris de Kenya. Està influenciada pels diferents pobles que han tingut contacte amb la regió al llarg dels segles, com els àrabs, els indis, els portuguesos, els britànics i finalment els turistes occidentals.
No hi ha cap plat singular que representi tota l'àmplia cuina de Kenya. Les diferents comunitats tenen els seus propis aliments autòctons. Els aliments bàsics són el blat de moro i altres cereals depenent de la regió, inclosos el mill i el sorgo, que es mengen amb diverses carns i verdures. Els aliments que es mengen universalment a Kenya són l'ugali, el sukuma wiki i el nyama choma. La cuina costanera de Kenya és única i molt apreciada a tot el país.

## Història
Tradicionalment la dieta suahili es basava en el consum de sorgo i mill. Amb l'arribada dels àrabs es va introduir l'arròs, diverses fruites i espècies. Quan els portuguesos van arribar el 1496, es van importar productes del Brasil, com plàtans, pinya, bitxos, pebrots, moniatos i iuca, que aviat es van convertir en productes bàsics de la dieta de l'Àfrica Oriental. A més d'això, els portuguesos van portar taronges, llimones, llimes i porcs domèstics de la Xina i l'Índia.
Durant el colonialisme britànic es van importar diversos tipus d'animals, com ara ovelles, cabres i animals de caça, així com productes de luxe com cireres i espàrrecs. Es va introduir un tipus de cafè de més qualitat i la preparació de crema. A més, amb l'arribada dels treballadors indis portats a la regió per construir el ferrocarril a Uganda, van arribar el curri, el chapati i els chutneys, ara els plats tradicionals dels diumenges a Kenya. Finalment, després de la Segona Guerra Mundial molts europeus van introduir les salsitxes especiades i en puré, i amb l'arribada de la globalització es van obrir els primers restaurants de menjar ràpid a Nairobi i a la costa.

## Descripció

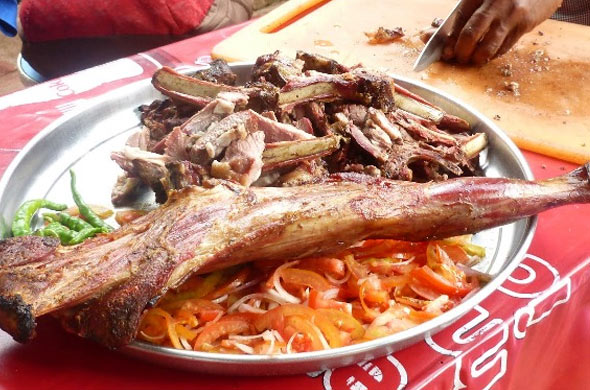
Nyama choma

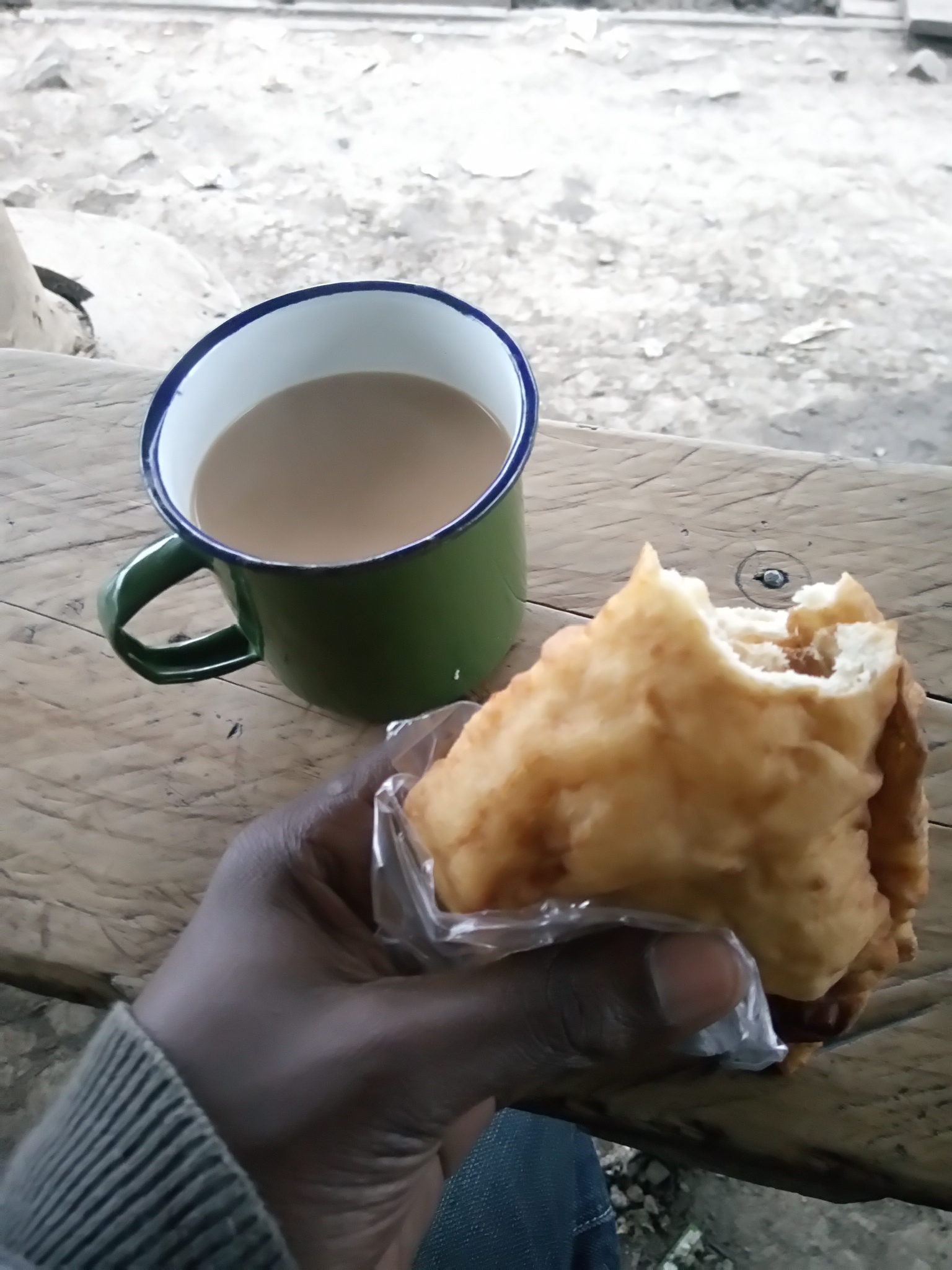
Te amb mandazi

La dieta kenyana es basa en el consum de verdures com patates, nyams, mongetes, blat de moro, plàtans i bananes. Les fruites tropicals inclouen el mango, la papaia, la pinya, la guaiaba i altres fruites. Els cultius més populars al país són el te i el cafè, que també representen els dos productes més exportats. També conreen diferents tipus de fruita seca com dàtils, coco, anacards i ametlles.
Alguns plats kenyans són l'irio (kienyeji en suahili), un puré de patata i blat de moro calent que acompanya carn rostida (nyama na irio), sukuma wiki, un guisat de col amb tomàquet i ceba, i githeri, un bullit de patates, blat de moro i fesols vermells. A les regions occidentals del país, el peix està molt estès, en particular la tilapia que es captura al llac Victòria i la perca del Nil que es captura al llac Turkana. A la costa de l'oceà Índic, el peix es fa a la planxa o es cuina amb diverses salses, com el mchuzi wa samaki que es cuina al curri.
El kuku na nazi consisteix en carn de pollastre cuinada amb llet de coco. La majoria dels kenyans mengen una gran quantitat d'hidrats de carboni, com ara patates, pa i arròs, però sobretot blat de moro, que és l'ingredient principal d'un porridge anomenat posho. Consisteix en el plat principal i s'acompanya de verdures o carn. També se'n poden fer boles i fregir-les. A les regions orientals frontereres amb Uganda, està molt estès el consum de plàtans (matoke), que es poden cuinar al vapor i servir-los amb te per esmorzar, o bullir i després fregir durant altres àpats. Dos plats a base d'arròs són el wali na nyama, que consisteix en arròs amb carn, i el wali na maharagwe, que consisteix en arròs amb fesols pinto.
A Kenya hi ha diferents tipus de pa com el kitumbua (pa fregit), mandazi, pans fregits dolços i samosses, petits triangles de massa farcits de carn o verdures. El curri, que va arribar al país gràcies al comerç a través de l'oceà Índic, després es va estendre a la resta del país també gràcies als oficials britànics que van visitar la zona.
El te i el cafè es bullen amb molt de sucre o mel. El chai kavu o strungi consisteix en un te negre fort sense llet i se serveix en moments de dificultat econòmica. Una variant més rica del chai kavu és el chai masala, un te servit amb llet i espècies, generalment gingebre o cardamom. La maziwa lala és una mena de llet agra popular a l'oest de Kenya que se serveix freda damunt l'ugali.
El pombe és un terme que fa referència a qualsevol alcohol fet a casa. La cervesa és molt popular i es pot fer amb mill, blat de moro o sorgo. En general, el consum d'alcohol està molt estès entre els homes. A les costes hi ha llet de coco (madafu) i un vi de palma local anomenat tembo. La cervesa també es pot utilitzar com a forma de pagament als veïns que ajuden els agricultors. Entre els kipsigis és costum beure cervesa d'un bol comunal amb palletes fetes d'una planta local.

## Hàbits culinaris

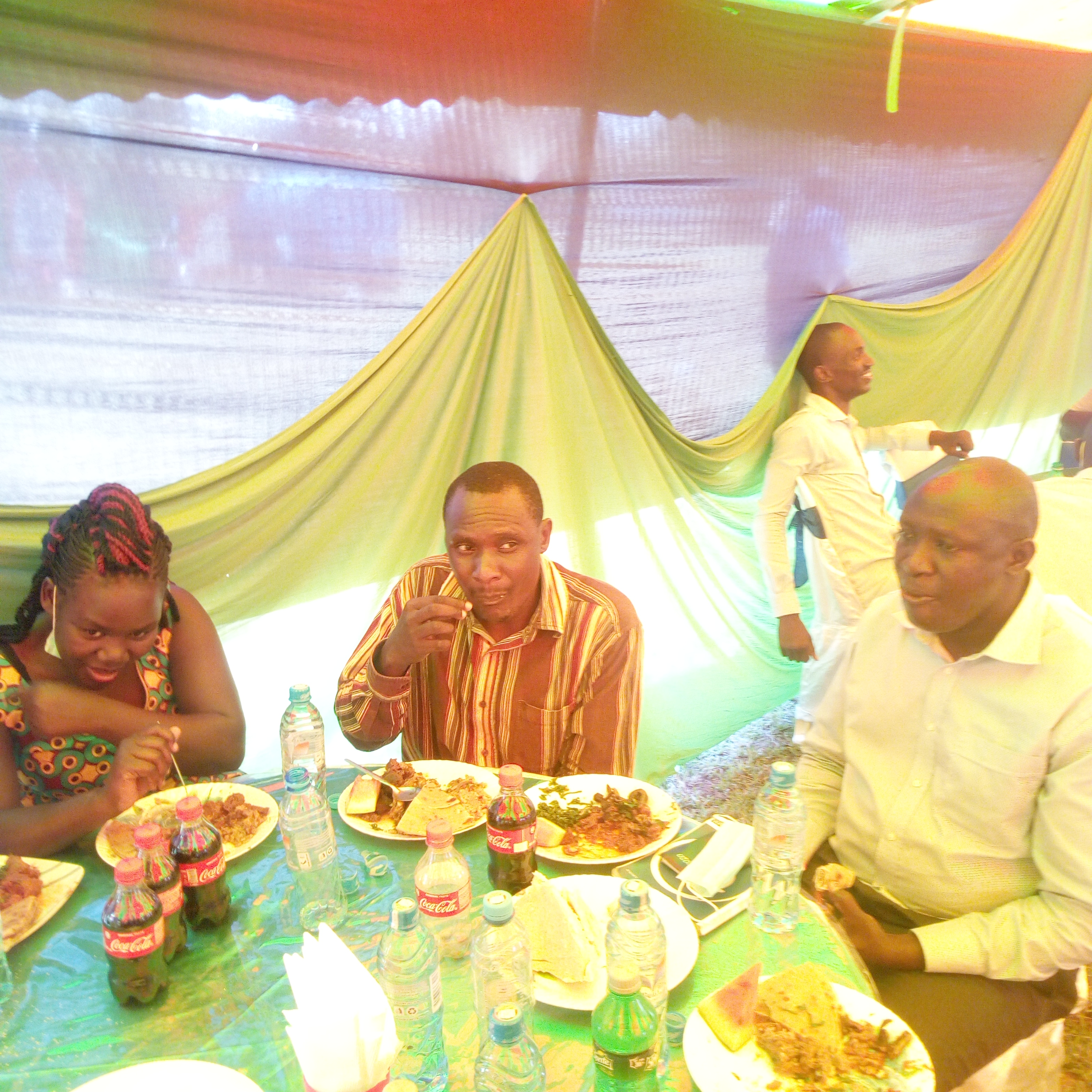
Un dinar a Kenya.

Als carrers de les ciutats de Kenya hi ha diversos quioscs freqüentats per treballadors que serveixen menjar barat. Aquí observem la presència d'un gran calderó d'alumini anomenat sufuria col·locat al foc on es cou el blat de moro i les mongetes. Aquest plat pot incloure ingredients addicionals (normalment carn) i es serveix en un bol juntament amb una tassa de te de Kenya. Altres aliments típics que es venen als carrers inclouen el nyama choma, la carn rostida marinada amb curri i altres espècies, i les panotxes de blat de moro rostides o les fulles de nyam fregides acompanyades d'una barreja de pebrot anomenada pili pili. Els equivalents interiors dels quioscs s'anomenen hoteli i serveixen te amb llet, plats locals i un pa pla d'origen indi anomenat chapati.